# Ој Србијо, мила мати
Ој, Србијо, мила мати је српска родољубива песма из 19. века. Прва верзија, под насловом Србији, песника Луке Сарића, објављена је 1860. године у новосадском књижевном часопису Словенка.
Будући да је Сарић потпуно непознат као песник ни не постоји ни једна друга песма испод које је потписано ово име, постоји претпоставка да је прави писац кнез Михаило Обреновић, који је показао таленат испевавши „Што се боре мисли моје”.
Тридесетак година касније, 1891, чешки досељеник Војтех Шистек компоновао је мелодију и песма је убрзо постала врло популарна. Веома дугу песму, са седам строфа од по осам редова, скратио је 1909. године Драгомир Брзак на четири строфе од по четири реда, и ова верзија је под именом Ој Србијо! ушла у школски програм још пре Првог светског рата.
Током Другог светског рата коришћена је незванично као химна марионетског министарског савета Србије за време немачке окупације. 

## Текст

### Оригинална верзија из 1860.
Србијо, мила мати!

Увек ћу те тако звати.

Мила земљо, мили доме,

На крилу ћу свагда твоме

Срећно живит’ к’ о у рају, 

Где милине вечно трају.

У теби је оно све,

За чим моје срце мре.

Кроз дубраве твоје лесне

Веселе ћу певат’ песне,

Кристал-воду твоју пити,

Теби вечно веран бити,

Живот и крв моју дати

Све за тебе, мила мати.

Ти си мени земни рај,

У ком љупки цвета мај.

Волим прости пастир бити

И у теби све живити,

Нег у туђој земљи, мати,

Царска блага уживати,

Ти си душе моје живот,

Ти блаженства земни кивот.

У теби ћу срећно тек

Проводити кратак век.

На част цару силно царство

И његово господарство,

Ти си мени најмилија.

Моје сунце у теб’ сија; 

Јер у теби срце болно

Осећа се задовољно.

На криоцу само твом

Утеха је срцу мом.

Трпила си, страдала си,

Тешки су ти били часи

Због кривице деце твоје,

Која љубав мајке своје

Несмислено погазише

И тешко те увредише.

Над разумом гадна страст

Безумијем оте власт.

Прости деци, мати мила,

Што су тебе увредила;

Престан’ горке сузе лити,

Деца ће се поправити,

Јер признају грехе тешке

И кају се за погрешке.

Живот и крв даће сви

Да се опет дигнеш ти.

О, дижи се мати мила,

Да нам будеш што си била;

Јер си дуго робовала,

Дуго сузе проливала,

Сунце ти се већ родило,

Које ти је зашло било.

Куцнуо је мати час,

Да се чује и твој глас.

### Скраћена верзија из 1909.
Ој Србијо, мила мати,

Увек ћу те тако звати

Мила земљо, мили доме

На срцу је слатко твоме.

Срећно живет ко у рају,

Где милине вечно трају

У теби ћу срећно тек

Проводити овај век.

Подигни се мати мила,

Да нам будеш што си била,

Јер си тужно робовала,

Дуго сузе проливала.

Сунце ти се већ родило,

Које ти је зашло било.

На криоцу свагда твом

Утеха је срцу мом.